# Kalle Anka blir scout
Kalle Anka blir scout (engelska: Good Scouts) är en amerikansk animerad kortfilm med Kalle Anka från 1938.

## Handling
Kalle Anka är ledare för en scoutgrupp bestående av Knatte, Fnatte och Tjatte. De vandrar i skogen och får lära sig olika prövningar för att kunna bli riktiga scouter.

## Om filmen
Filmen nominerades till en Oscar för bästa animerade kortfilm, men förlorade till förmån för Tjuren Ferdinand som också var producerad av Disney.
Filmen hade svensk premiär den 12 augusti 1938 på biografen Saga i Stockholm och visades som förfilm till Hans hemliga fru.
Filmen hade svensk nypremiär den 8 december 1947 på Sture-Teatern i Stockholm och ingick i kortfilmsprogrammet Kalle Anka jubilerar tillsammans med Jan Långben som bildrulle, Kalle Ankas pippi från Sydpolen, Plutos flyttkalas, Kalle Anka jagar räv och Jan Långben som skeppsredare.
Filmen har haft flera svenska titlar genom åren. Vid biopremiären 1938 gick den under titeln Kalle Anka blir scout. Alternativa titlar till filmen är Scoutchefen Kalle Anka (1947), Lägerlivets fröjder och Kalle Anka som scout.

## Rollista
- Clarence Nash – Kalle Anka, Knatte, Fnatte och Tjatte[9]